# Raïon de Charkowchtchyna
Le raïon de Charkowchtchyna (en biélorusse : Шаркоўшчынскі раён, Charkowchtchynski raïon) ou raïon de Charkovchtchina (en russe : Шарковщинский район, Charkovchtchinski raïon) est une subdivision de la voblast de Vitebsk, en Biélorussie. Son centre administratif est la commune urbaine de Charkowchtchyna.

## Géographie
Le raïon couvre une superficie de 1 189,18 km2, dans l'ouest de la voblast. Le raïon de Charkowchtchyna est limité par le raïon de Braslaw au nord et à l'ouest, par le raïon de Miory au nord et à l'est, et par le raïon de Hlybokaïe et le raïon de Pastavy au sud.
Les forêts couvrent 19 pour cent du territoire du raïon. Onze lacs s'étendent sur 470,5 ha et quatre étangs artificiels sur 35 ha.

## Histoire
Le raïon de Charkowchtchyna a été créé le 15 janvier 1940. Il fut supprimé en 1962 et rétabli en 1966. Les symboles du raïon, qui sont également ceux de son centre administratif, ont été adoptés par un décret présidentiel du 20 janvier 2006.

## Population

### Démographie
Les résultats des recensements de la population (*) font apparaître une forte baisse de la population depuis 1959. Cette baisse s'est accélérée dans les premières années du XXIe siècle.
| 1959*  | 1970*  | 1979*  | 1989*  | 1999*  | 2009*  |
| ------ | ------ | ------ | ------ | ------ | ------ |
| 35 212 | 30 119 | 28 053 | 24 991 | 23 822 | 18 620 |

### Nationalités
Selon les résultats du recensement de 2009, la population du raïon se composait de trois nationalités principales :
- 91,93 % de Biélorusses ;
- 4,99 % de Russes ;
- 1,34 % de Polonais.

### Langues
En 2009, la langue maternelle était le biélorusse pour 89,6 % des habitants du raïon de Charkowchtchyna et le russe pour 9,6 %. Le biélorusse était parlé à la maison par 80,03 % de la population et le russe par 15,36 %.